# Sicyonia mixta
Sicyonia mixta is een tienpotigensoort uit de familie van de Sicyoniidae. De wetenschappelijke naam van de soort is voor het eerst geldig gepubliceerd in 1946 door Burkenroad.